# Alfred Kraus
Alfred Kraus (ur. 1922, zm. ?) – zbrodniarz nazistowski, członek załogi niemieckiego obozu koncentracyjnego Dachau i SS-Rottenführer.
Od stycznia do kwietnia 1944 pełnił służbę w obozie głównym Dachau jako kierownik komanda więźniarskiego oraz Blockführer w blokach 2 i 4. Następnie przeniesiono go do podobozu Ottobrunn, gdzie pozostał do marca 1945. Tu z kolei sprawował funkcje Blockführera i Rapportführera.
W procesie członków załogi Dachau (US vs. August Burkhardt i inni), który miał miejsce w dniach 16–17 czerwca 1947 przed amerykańskim Trybunałem Wojskowym w Dachau Kraus skazany został na 15 lat pozbawienia wolności. Podczas procesu ustalono, że oskarżony wiele razy bił więźniów (w tym kijem i batem) oraz nakazywał im wykonywać wyczerpujące ćwiczenia. Stosował również karę słupka. W kilku przypadkach ofiary Krausa, nie mogąc znieść zadawanych im tortur, uciekały na naelektryzowane obozowe druty kolczaste i doznawały poważnych oparzeń.